# Campeonato Europeu de Esportes Aquáticos de 1934
O Campeonato Europeu de Esportes Aquáticos de 1934 foi a 4ª edição do evento organizado pela Liga Europeia de Natação (LEN). A competição foi realizada entre os dias 12 e 19 de agosto de 1934, em Magdeburgo na Alemanha. 

## Medalhistas

### Natação
Masculino
| Evento        | Ouro                                                               | Ouro    | Prata                                                                        | Prata   | Bronze                                                          | Bronze  |
| 100 m Livre   | Ferenc Csik · Hungria                                              | 59.7    | Helmuth Fischer · Alemanha                                                   | 59.8    | Otto Wille · Alemanha                                           | 1:01.2  |
| 400 m Livre   | Jean Taris · França                                                | 4:55.5  | Paolo Costoli Itália                                                         | 5:07.5  | Giacomo Signori Itália                                          | 5:11.0  |
| 1500 m Livre  | Jean Taris · França                                                | 20:01.5 | Paolo Costoli Itália                                                         | 21:01.1 | Norman Wainwright · Reino Unido                                 | 21:10.0 |
| 100 m Costas  | John Besford · Reino Unido                                         | 1:11.7  | Ernst Küppers · Alemanha                                                     | 1:12.2  | Edgar Siegrist · Suíça                                          | 1:12.6  |
| 200 m Peito   | Erwin Sietas · Alemanha                                            | 2:49.0  | Paul Schwarz · Alemanha                                                      | 2:49.4  | Hans Malmstrøm · Dinamarca                                      | 2:49.8  |
| 4x200 m Livre | Hungria · Ödön Grof · Andras Marothy · Ferenc Csik · Árpád Lengyel | 9:30.2  | Alemanha · Heiko Schwartz · Wolfgang Leisewitz · Otto Lenkitsch · Otto Wille | 9:31.2  | Itália Massimo Costa Giacomo Signori Guido Giunta Paolo Costoli | 9:44.1  |

Feminino
| Evento        | Ouro                                                                               | Ouro   | Prata                                                                      | Prata  | Bronze                                                                            | Bronze |
| 100 m Livre   | Willy den Ouden · Países Baixos                                                    | 1:07.1 | Rie Mastenbroek · Países Baixos                                            | 1:08.1 | Gisela Arendt · Alemanha                                                          | 1:10.3 |
| 400 m Livre   | Rie Mastenbroek · Países Baixos                                                    | 5:27.4 | Willy den Ouden · Países Baixos                                            | 5:27.4 | Lilli Andersen · Dinamarca                                                        | 5:45.1 |
| 100 m Costas  | Rie Mastenbroek · Países Baixos                                                    | 1:20.3 | Gisela Arendt · Alemanha                                                   | 1:20.4 | Puck Oversloot · Países Baixos                                                    | 1:22.2 |
| 200 m Peito   | Martha Genenger · Alemanha                                                         | 3:09.2 | Hanni Hölzner · Alemanha                                                   | 3:09.3 | Inger Kragh · Dinamarca                                                           | 3:13.2 |
| 4x100 m Livre | Países Baixos · Jopie Selbach · Ans Timmermans · Rie Mastenbroek · Willy den Ouden | 4:41.5 | Alemanha · Ruth Halbsguth · Ingrid Ohliger · Hilde Salbert · Gisela Arendt | 4:50.4 | Reino Unido · Olive Bartle · Margery Hinton · Edna Hughes · Beatrice Wolstenholme | 4:58.3 |

### Saltos Ornamentais
Masculino
| Evento        | Ouro                     | Ouro   | Prata                           | Prata  | Bronze                          | Bronze |
| Trampolim 3 m | Leo Esser · Alemanha     | 138.75 | Winfried Mahraun · Alemanha     | 129.53 | Franz Leikert · Tchecoslováquia | 129.38 |
| Plataforma    | Hermann Stork · Alemanha | 98.99  | Franz Leikert · Tchecoslováquia | 92.17  | Ewald Riebschläger · Alemanha   | 90.72  |

Feminino
| Evento        | Ouro                          | Ouro  | Prata                        | Prata | Bronze                    | Bronze |
| Trampolim 3 m | Olga Jensch-Jordan · Alemanha | 74.78 | Katinka Larsen · Reino Unido | 68.1  | Anneliese Kapp · Alemanha | 65.56  |
| Plataforma    | Hertha Schieche · Alemanha    | 35.43 | Ingeborg Sjöqvist · Suécia   | 31.54 | Inger Kragh · Dinamarca   | 31.39  |

### Polo Aquático
| Evento    | Ouro    | Prata    | Bronze  |
| Masculino | Hungria | Alemanha | Bélgica |

## Quadro de medalhas
| Ordem | País            | Medalha de ouro | Medalha de prata | Medalha de bronze | Total |
| ----- | --------------- | --------------- | ---------------- | ----------------- | ----- |
| 1     | Alemanha        | 6               | 9                | 4                 | 19    |
| 2     | Países Baixos   | 4               | 2                | 1                 | 7     |
| 3     | Hungria         | 3               | 0                | 0                 | 3     |
| 4     | França          | 2               | 0                | 0                 | 2     |
| 5     | Reino Unido     | 1               | 1                | 2                 | 4     |
| 6     | Itália          | 0               | 2                | 2                 | 4     |
| 7     | Tchecoslováquia | 0               | 1                | 1                 | 2     |
| 8     | Suécia          | 0               | 1                | 0                 | 1     |
| 9     | Dinamarca       | 0               | 0                | 4                 | 4     |
| 10    | Suíça           | 0               | 0                | 1                 | 1     |
| 10    | Bélgica         | 0               | 0                | 1                 | 1     |
| Total | Total           | 16              | 16               | 16                | 48    |